# Bartleby.com
Bartleby.com es un archivo electrónico de textos con sede en Nueva York y fue nombrado así gracias a la historia de Herman Melville, Bartleby, el escribiente. Fue fundado por Steven H. van Leeuwen en enero de 1993, bajo el nombre de «Proyecto Bartleby»; inicialmente como una colección personal, sin fines de lucro, de literatura clásica en el sitio Web de la Universidad de Columbia. En febrero de 1994 publicó el primer libro clásico en HTML, Hojas de hierba de Walt Whitman. Se trasladó a su propio dominio en 1997, bartleby.com, y fue llamado «The New Bartleby Library», donde continuaron publicando transcripciones de alta precisión. En septiembre de 1999, se constituyó como empresa y se denominó Bartleby.com y comenzó a concentrarse en obras de referencia, incluyendo la sexta edición de la Enciclopedia Columbia.
En junio de 2009, las obras de referencia con licencia de Columbia University Press y Houghton Mifflin Harcourt fueron retiradas del sitio «debido a consideraciones financieras y de utilización». El fundador original es ahora presidente del consejo editorial y de la empresa.